# ¿Cuánto vale el show? (Chile)
¿Cuánto vale el show? fue un programa de concursos chileno, pionero en la búsqueda de nuevos talentos, emitido por Chilevisión. Se caracteriza por la diversidad de los participantes, desde bailarines a mimos, malabaristas, humoristas, entre otros, lo que son calificados por un jurado, en el que confluyen distintos estilos, el crítico, el espontáneo y la modelo, quienes premian con dinero el cometido de los concursantes, cifra que ha ido variando con el tiempo.

## Temporadas

### 21 de abril de 1980-enero de 1984
Comenzó en Teleonce Universidad de Chile (actualmente Chilevisión), siendo conducido inicialmente por el locutor y actual asesor previsional Ricardo Calderón Solar (1980), luego por el también locutor Alejandro Chávez Pinto (1981-1983) —quien recibió por parte de Yolanda Montecinos el apodo de Pequeño Saltamontes por su hiperkinética forma de conducir— y más tarde Jorge Rencoret (1983-1984). En el jurado se encontraban, entre otros, la periodista de espectáculos Yolanda Montecinos, René Kreutzberger (hermano de Don Francisco) y el humorista Álvaro Salas. También participaron en el jurado, el periodista deportivo y humorista Jorge Zegers, el cantante Arturo Gatica (hermano de Lucho Gatica), el productor musical Luis "Chino" Urquidi, Soledad Hurtado, María Valdés, la actriz Gladys del Río y el actor argentino Marcos Zucker.

### 4 de junio-9 de noviembre de 1990
El programa regresó después de 6 años de ausencia, nuevamente bajo la animación de Alejandro Chávez, padre del periodista y locutor de Radio Corazón del mismo nombre, apodado "Chavito". En el jurado destacaban el escritor Enrique Lafourcade, los folcloristas Paz Undurraga y Willy Bascuñán y el integrante del conjunto musical-humorístico Pujillay, Carlos Núñez, más conocido como "El Chico".

### 3 de enero de 1994-29 de diciembre de 1995
Comenzó una nueva temporada en Chilevisión (luego de un receso que se prolongó por toda la era RTU) en la época en la que el canal era propiedad de la cadena venezolana Venevisión, lo que permitió que el formato llegara hasta dicho país. La animación quedó a cargo de Leo Caprile, quien con su humor característico y su particular estilo logró imponer una mixtura de formas de animación, combinando la seriedad de la televisión de entonces, con la frescura y naturalidad que le permitía conseguir una popularidad considerable al espacio. Pero para que este éxito se consolidara, el jurado tuvo un rol fundamental: Enrique Lafourcade, la visión más poética, más intelectual, con su tradicional Palomita blanca; Marcela Osorio, la belleza; Erick Pohlhammer aportó la cuota de locura e Ítalo Passalacqua, periodista de espectáculos, el más crítico y tacaño de los evaluadores. 
Iba de lunes a viernes a las 12:00 a.m. y tenía una retransmisión a las 23:45 p.m., y debido al éxito, Leo Caprile se fue a Megavisión en 1995 para realizar el mismo programa, en el horario de las 12:30 horas y con parte del jurado (Enrique Lafourcade, Marcela Osorio, Ítalo Passalacqua), bajo el nombre de Hágase Famoso (emitido entre el 8 de julio de 1996 al 16 de enero de 1998).
Tras la salida de Leo Caprile a Megavisión en marzo de 1995, el cantante Luis Jara se hizo cargo de la conducción del programa, lo que a la postre le permitió perfilarse como animador en Chilevisión, encabezando el programa de conversación De aquí no sale (1996-2002) y luego, el estelar de entrevistas Calor humano (2000-2002).

### 4 de marzo-12 de octubre de 2002
Tras el fracaso del programa El País V en 2001, Leo Caprile retomó la fórmula que anteriormente le había dado éxito. Ahora el jurado era bastante polémico, contando con el empresario autodenominado "Marqués del Arrayán" Emeterio Ureta, la modelo Marlén Olivari, quien había sido modelo en País V, el escritor Enrique Lafourcade y el esteticista Gonzalo Cáceres, quien en 1996 y 1997 condujo Jet-Set, un programa de glamour y belleza en Chilevisión. A mitad de 2002 cambió el equipo de producción, y también rotó el jurado que era integrado por Cáceres, la doctora María Luisa Cordero, la actriz Katyna Huberman, el entrenador de fútbol Luis Santibáñez y el actor Pato Torres como "Eglantina Morrison", personaje surgido en el programa Jappening con ja.

### 25 de abril-26 de diciembre de 2007
Fue la única temporada emitida en horario estelar, los días miércoles, con la conducción de Leo Caprile, y esta vez siendo realizado por la productora Endemol. En el jurado estuvieron Ítalo Passalacqua, la modelo Pamela Díaz, el periodista Rodrigo Guendelman, y el músico y director de orquesta estadounidense Rip Keller.
Posteriormente hubo una versión «VIP», llamada La batalla de los famosos, donde competían distintas figuras de la televisión chilena, realizando las mismas pruebas que antes hacían concursantes anónimos. En ésta ocurrió un incidente, donde la modelo Marlen Olivari, jurado del programa, le bajó, en modo de broma, los pantalones al periodista Patricio Sotomayor; el problema fue que Sotomayor quedó completamente desnudo, pues ya estaba sin camisa y al bajarle los pantalones también le arrastró los calzoncillos. Sin decir palabra, el concursante se retiró a los camerinos.
Su última emisión ocurrió el 26 de diciembre de 2007.

## Versión venezolana
En Venezuela se realizó el mismo programa conducido por Guillermo "Fantástico" González, siendo emitido en distintas versiones por Radio Caracas Televisión, Venezolana de Televisión, Televen y Venevisión. Tanto en su versión original, como en su versión chilena, la música de cabecera es casi idéntica, manteniendo la letra original. 